# Западная тиликва
Западная тиликва (лат. Tiliqua occipitalis) — вид ящериц из рода синеязыких сцинков.

## Описание
Западная тиликва достигает в длину до 40—45 см. Один из наиболее яркоокрашенных видов рода. Окраска верхней стороны тела светло-коричневая или кремовая с широкими тёмными поперечными полосами неправильной формы. От глаза к шее через височную область проходит широкая чёрная полоса. Кончик морды тёмный. Передние конечности светлые, верхняя сторона задних конечностей чёрная.
Встречается в Западной и Южной Австралии, Новом Южном Уэльсе, штате Виктории и на крайнем юге Северной территории. Обитает в пустынях, полупустынях, кустарниковых зарослях. Активность дневная. Ночью скрывается под камнями, растительным мусором, в норах кроликов.
Питается небольшими животными, такими как насекомые и моллюски, и растительной пищей (плодами, ягодами). Может поедать падаль.
Живородящий вид. Самки рождают 7—10 детёнышей.
В штате Виктория вид отнесен к категории «Близкий к угрозе вымирания» (Near Threatened, NT), в Новом Южном Уэльсе — «Угрожаемый» (Threatened, T). К причинам сокращения численности относятся разрушение местообитаний в связи с хозяйственной деятельностью человека, а также хищничество со стороны завезенных рыжих лисиц и домашних кошек.